# Guêpier noir
Merops gularis
Espèce
Synonymes
- Melittophagus gularis

Statut de conservation UICN

 LC  : Préoccupation mineure
Le Guêpier noir (Merops gularis) est une espèce d'oiseaux appartenant à la famille des Meropidae. 

## Régime
Cet oiseau est majoritairement insectivore, se nourrissant d'insectes volants, en particulier d'hyménoptères.

## Répartition
Cet oiseau est répandu à travers la forêt équatoriale d'Afrique Sub-Saharienne.
Il fréquente surtout les bordures de forêts.

## Sous-espèces
Selon le Congrès ornithologique international (version 10.1), cet oiseau se répartit en deux sous-espèces :
- M. g. gularis Shaw, 1798	— du Sierra Leone au sud du Nigeria ;
- M. g. australis (Reichenow, 1885)	— du sud-est du Nigeria à l'ouest de l'Ouganda au nord de l'Angola.